# Eye on It
Eye on It é o sexto álbum de estúdio do músico norte-americano TobyMac, lançado a 28 de Agosto de 2012 através da ForeFront Records. O disco estreou na primeira posição da tabela musical Billboard 200 dos Estados Unidos, com 69 mil cópias segundo a Nielsen SoundScan.